# Rong Tengah
Rong Tengah is een bestuurslaag in het regentschap Sampang van de provincie Oost-Java, Indonesië. Rong Tengah telt 8035 inwoners (volkstelling 2010).